# Psyclon Nine
Gli Psyclon Nine sono un gruppo industrial/EBM formato nel 2000 in California, nella San Francisco Bay Area. Anche se in realtà il loro genere si potrebbe definire meglio Aggrotech mentre per quanto riguarda la loro natura black metal è aumentata negli ultimi lavori.

## Storia
Furono fondati nel 2000 da Nero Bellum ( che per nome d'arte utilizza Marshall Carnage) e Josef Heresy che iniziarono con un progetto denominato "Defkon Sodomy", influenzati da band quali KMFDM o Ministry. Inizialmente decisero di adottare un genere più vicino all'Industrial classico e all'Heavy metal ma in album si possono sentire le influenze della musica elettronica di band quali Suicide Commando.

## Polemiche
I componenti del gruppo sono accusati di fare propaganda nazista poiché il nome del gruppo proviene dal nome del gas usato dai nazisti durante l'olocausto: Zyklon B. A queste accuse Nero Bellum risponde dicendo: "le persone che pensano che siamo nazisti sono degli idioti, non voglio che questo tipo di gente ascolti la nostra musica".
La band resiste alle accuse grazie al fatto che uno dei fondatori del gruppo - Eric Gottesman - è di origine ebraica e la loro canzone - Requiem for the Christian Era - contiene le parole di una preghiera ebrea.

## Discografia
- Divine Infekt - 2003
- INRI - 2005
- Crwn Thy Frnicatr - 2006
- We the Fallen - 2009
- Order of the Shadow: Act 1 - 2013
- Divine Infekt Reissue - 2017

## Membri della band
- Nero Bellum - voce (2000-presente)
- Josef Heresy - chitarra (2000-presente)
- Filip Abbey Nex - basso (2005-2007 come batteria, 2007-presente come bassista)
- "Little Dan" Fox - batteria (2007-presente)
- Dr. Sevin - tastiera (2006-presente)